# 愛してるなんて言葉より…
「愛してるなんて言葉より…」（あいしてるなんてことばより）は、藤重政孝の1枚目のシングル。 1994年6月8日にEMIミュージック・ジャパンからリリース。

## 解説
藤重政孝のデビュー作。朝日放送制作・テレビ朝日系『お父さんは心配症』オープニングテーマおよび『先生はワガママ』エンディングテーマに使用された。

## 収録曲
作詞：藤重政孝　作曲・編曲：野中則夫
1. 愛してるなんて言葉より…
2. 窓際のシルエット
3. 愛してるなんて言葉より …(inst.)

## レコーディング参加
- 野中則夫（BLOW） - ギター
- 鈴木英利（BLOW） - キーボード